# Calum Butcher
Calum James Butcher (* 26. Februar 1991 in Rochford) ist ein englischer Fußballspieler, der zuletzt beim FC Motherwell unter Vertrag stand.

## Leben
Calum Butcher wurde in Rochford, Essex, geboren.

## Karriere
Nachdem er für die Jugendmannschaften von Ipswich Town und Southend United gespielt hatte, wechselte er im Juni 2007 zu Tottenham Hotspur. Butcher stand im Februar 2009 erstmals im Kader der ersten Mannschaft als Tottenham im UEFA-Pokal gegen Donezk spielte. 
Butcher kam im November 2009 auf Leihbasis zum FC Barnet in die vierte Liga in England. Er gab sein Debüt gegen den AFC Bournemouth bei einem 1:1-Unentschieden am 1. Dezember. Bis zum Ende des Monats absolvierte er zwei weitere Spiele in der Liga und eines im Pokal.
Am Ende der Saison 2010/11 verließ Butcher Tottenham ohne Einsatz in deren Profimannschaft. 
Am 21. Juli 2011 gab der dänische Verein Hjørring IF bekannt, dass Butcher einen Vertrag für ein Jahr unterzeichnet habe. Er gab sein Debüt für den Zweitligisten am Eröffnungsspieltag der Saison 2011/12 bei einer 0:4-Niederlage gegen Viborg FF. Butcher war zu Beginn der Spielzeit Stammspieler in der Mannschaft, bis er im Oktober 2011 eine Schulterverletzung erlitt und monatelang ausfiel und erst im April 2012 zurückkehrte.
Am 7. September 2012 kehrte Butcher nach England zurück und unterschrieb einen Vertrag bei Hayes & Yeading United aus der National League South. In 29 Ligaspielen gelang ihm ein Tor; Butcher verließ nach einem Jahr den Verein aber wieder. 
Nachdem er Hayes & Yeading United verlassen hatte, schloss sich Butcher zusammen mit seinem ehemaligen Teamkollegen Kudus Oyenuga einem Probetraining von Dundee United an. Sowohl Oyenuga als auch Butcher beeindruckten den Trainer Jackie McNamara. 
Am 4. Juli 2013 unterzeichnete Butcher einen Vertrag über zwei Jahre bis Mai 2015 bei Dundee United. Er gab sein Pflichtspieldebüt für die „Terrors“ im Eröffnungsspiel der Scottish Premiership gegen Partick Thistle. In seinem fünften Ligaspiel wurde er im Dezember 2013 gegen den FC St. Johnstone nach einem Foul an Stevie May mit einer Roten Karte vom Platz gestellt, May verwandelte den daraus resultierenden Elfmeter. Daraufhin kam er nur noch einmal in der Saison 2013/14 zum Einsatz auch aufgrund einer Fußverletzung. 
Im November 2014 kam Butcher zurück in die erste Mannschaft. Infolgedessen wechselte er die Position von der Verteidigung ins Mittelfeld. Er schaffte es, eine Reihe von Spielen in der Mannschaft zu absolvieren, und erzielte sein erstes Tor für den Verein bei einer 1:2-Niederlage gegen St. Johnstone im Dezember 2014. Mit Dundee erreichte er 2015 das Ligapokalfinale gegen Celtic Glasgow das mit 0:2 verloren wurde. Butcher stand dabei über gesamte Spieldauer auf dem Feld. 
Da sein Vertrag am Ende der Saison 2014/15 auslief, wurde Butcher ein neuer Vertrag angeboten, den er jedoch ablehnte, da er mit der ihm angebotenen Vertragsdauer nicht zufrieden war. Im Juni 2015 unterschrieb er einen Zweijahresvertrag beim englischen Drittligisten Burton Albion. Butcher wurde bald Stammspieler bei seinem neuen Verein und absolvierte 39 Spiele, in denen er fünf Tore erzielen konnte und dem Verein half in die Championship aufzusteigen. 
Durch den Aufstieg in die zweite Liga, wurden vor der Saison 2016/17 einige Neuverpflichtungen getätigt die gegenüber Butcher bevorzugt wurden. Er absolvierte in dieser Spielzeit nur eine Partie im August 2016 und wechselte noch im gleichen Monat zum FC Millwall. Zwei Tage nach seiner Unterzeichnung über einen Zweijahresvertrag gab er am 27. August 2016 sein Millwall-Debüt als er bei einem 3:1-Sieg gegen Chesterfield eingewechselt wurde. 
Nach seinem Wechsel zu Millwall wurde Butcher Stammspieler der ersten Mannschaft. Ein Jahr später wechselte Butcher zum Viertligisten Mansfield Town, nachdem er vorzeitig seinen Vertrag in Millwall beendet hatte.
Im Januar 2018 spielte er auf Leihbasis bei Billericay Town. Im Januar 2019 wechselte er ein zweites Mal in seiner Karriere zu Dundee United und stieg am Ende der Saison 2019/20 als Zweitligameister auf.